# Кашинка (Ульяновська область)
Кашинка (рос. Кашинка) — село в Цильнинському районі Ульяновської області Російської Федерації.
Населення становить 132 особи. Входить до складу муніципального утворення Цильнинське міське поселення.

## Історія
Від 2004 року входить до складу муніципального утворення Цильнинське міське поселення.

## Населення
| 2010 |
| ---- |
| 132  |